# Maighread Ní Dhomhnaill
Pour les articles homonymes, voir Domhnaill.
Maighread Ní Dhomhnaill (ˈmaiɾʲəd̪ˠ nʲiː ˈɣoːn̪ˠəlʲ en gaélique d'Irlande), née en 1955 à Kells (comté de Meath), est une chanteuse traditionnelle irlandaise. Elle doit sa célébrité à sa participation au groupe Skara Brae, ainsi qu'à sa collaboration avec sa sœur, Tríona Ní Dhomhnaill, et son frère Mícheál Ó Domhnaill.
Elle fait également partie, avec sa sœur Tríona, Moya Brennan et Mairéad Ní Mhaonaigh du groupe de musique irlandaise traditionnelle T with the Maggies.

## Biographie
Maighread Ní Dhomhnaill grandit à Kells (comté de Meath). Son père, Aodh, et sa mère, Brid, sont tous deux des chanteurs traditionnels, et sa sœur, Tríona Ní Dhomhnaill et son frère Mícheál Ó Domhnaill, sont deux chanteurs et musiciens renommés. Aody Ó Domhnaill ayant grandi à Rann na Feirste (Ranafast, comté de Donegal), la fratrie, incluant également deux autres garçons, Éamonn et Conall, y passe de nombreux étés, y apprenant le gaélique irlandais. Néillí Ní Dhomhnaill, la tante des enfants Dhomhnaill, est une collectrice de chants traditionnels.
À la fin des années 60, Maighread Ní Dhomhnaill, Mícheál Ó Domhnaill et Tríona Ní Dhomhnaill forment le groupe Skara Brae, avec le guitariste Dáithí Sproule (qui est à présent membre d'Altan). Leurs arrangements à la fois harmonieux et inventifs de chansons irlandaises auront une influence importante dans la reconnaissance de la musique irlandaise traditionnelle.
Le groupe publie son premier album en 1971, sous le label Gael-Linn Records (en). Ce premier enregistrement est déjà marqué par l'harmonisation des chants en irlandais.
L'album de ses débuts, en 1976, est publié sous le titre Mairéad Ní Dhomhnaill, mais elle a depuis modifié l'orthographe de son prénom en Maighread. Elle a également utilisé temporairement la forme Maighréad.
Les chants qu'elle interprète dans ses albums solos sont essentiellement en irlandais, Mícheál Ó Domhnaill et Tríona Ní Dhomhnaill l'accompagnant pour No Dowry et Idir an da Sholas.
Plus récemment, elle a enregistré et s'est produite avec le West Ocean String Quartet.
Maighread Ní Dhomhnaill a fait des études d'infirmière et élevé une famille, mettant alors la musique entre parenthèses. Elle est mariée à Cathal Goan, un ancien directeur général de Raidió Teilifís Éireann.

## Discographie
Albums solo
- Maighréad Ní Dhomnaill (1976) ;
- Gan Dhá Phingin Spré (No Dowry) (1991) ;
- Idir an Dá Sholas avec Tríona Ní Dhomhnaill et Dónal Lunny (1999) ;
- Ceol Cheann Dubhrann (2009) ;
- Ae Fond Kiss, avec le West Ocean String Quartet ;
- T with the Maggies (2010) ;
- TBC (2011).

Participations
- Skara Brae (1971) ;
- Celtic Christmas II, compilation (1996) ;
- Holding up Half the Sky (1997) ;
- Beginish (1997) ;
- Celtic Aura, The Irish Traditional Music Special, compilation (1998) ;
- Celtic Song, compilation (1999) ;
- A Treasure of Irish Songs, compilation (2000) ;
- Between the two Lights, avec Micheál et Tríona (2000).
- Traveller's Prayer de John Renbourn (1998).